# Astro (groupe sud-coréen)
Pour les articles homonymes, voir Astro.
Cette page contient des caractères spéciaux ou non latins. S’ils s’affichent mal (▯, ?, etc.), consultez la page d’aide Unicode.
Astro (hangeul : 아스트로, souvent stylisé ASTRO) est un boys band sud-coréen de K-pop, originaire de Séoul. Lancé par l'agence Fantagio en 2016, le groupe est d'abord constitué de six membres : Jinjin (en), MJ (en), Eunwoo, Moonbin, Yoon_San-ha (en) et Rocky (en) (ancien membre). Moonbin décède le 19 avril 2023.

## Nom
Astro signifie « étoile » en grec, le nom du groupe est donc justifié ainsi : les membres du groupe Astro seront des étoiles (stars) pour ceux qui les aiment. La formation du groupe est issue du projet iTeen, réunissant des stagiaires de l'agence Fantagio.

## Histoire
Le 14 août 2015, Fantagio donne des informations concernant la formation d'un nouveau groupe, via les réseaux sociaux, incluant les photos et profils de chacun des membres ainsi que l'annonce du nom du groupe. En 2015, pendant leur période des origines, ils jouent dans le web-drama To be Continued aux côtés de l'actrice Kim Sae Ron, et de Yeo Reum du groupe Hello Venus.
Début janvier 2016, ils diffusent leur première émission intitulée Astro OK! Ready Le 23 février 2016, ils débutent officiellement en tant qu'idoles avec la chanson Hide and Seek et son MV[Quoi ?]. Il s'agit de la chanson phare de leur premier EP Spring Up. Cet EP contient la chanson Cat's Eye dévoilé dans leur web-drama To Be Continued, de nouveau accompagné d'un MV. Le jour suivant, ils font leurs débuts promotionnels dans l'émission musicale Show Champion. Le 1er juillet 2016, le groupe fait son retour avec son second mini-album Summer Vibes accompagnée de sa chanson titre Breathless et son MV. Choi Yoo Jung, membre de l'ancien groupe I.O.I, et trainee (stagiaire) de Fantagio y participent. Le 10 novembre 2016, ils sortent leur troisième EP Autumn Story qui est divisée en deux versions, la version Orange et la version Rouge, avec pour chanson titre Confession. Le même jour, leur seconde émission Astro Project est diffusée et mise en replay sur leur chaîne V LIVE.
Pour clore leur série d'albums basée sur les saisons, Astro sort l'album spécial Winter Dream avec la chanson-titre Again, le 22 février 2017, un jour avant l’anniversaire officiel du groupe. Ils ne feront pas de promotions pour cette chanson mais tiendront leur premier Astro Aroha Festival où ils feront leur première performance pour la chanson Again.

## Membres

### Membres actuels
| Nom de scène | Nom de scène | Nom de naissance | Nom de naissance | Date de naissance | Nationalité | Position                                             |
| Romanisé     | Coréen       | Romanisé         | Coréen           | Date de naissance | Nationalité | Position                                             |
| ------------ | ------------ | ---------------- | ---------------- | ----------------- | ----------- | ---------------------------------------------------- |
| MJ           | 엠제이       | Kim Myung-jun    | 김명준           | 5 mars 1994       | Sud-coréen  | Chanteur principal, danseur, hyung (le plus âgé)     |
| Jinjin       | 진진         | Park Jin-woo     | 박진우           | 15 mars 1996      | Sud-coréen  | Leader, Rappeur principal, danseur secondaire        |
| Cha Eun-woo  | 차은우       | Lee Dong-min     | 이동민           | 30 mars 1997      | Sud-coréen  | Chanteur principal, danseur, visuel                  |
| Yoon San-ha  | 산하         | Yoon San-ha      | 윤산하           | 21 mars 2000      | Sud-coréen  | Chanteur secondaire, danseur, maknae (le plus jeune) |

### Ancien membre
| Nom de scène | Nom de scène | Nom de naissance | Nom de naissance | Date de naissance | Nationalité | Position                               | Date de départ  | Date de décès          |
| Romanisé     | Coréen       | Romanisé         | Coréen           | Date de naissance | Nationalité | Position                               | Date de départ  | Date de décès          |
| ------------ | ------------ | ---------------- | ---------------- | ----------------- | ----------- | -------------------------------------- | --------------- | ---------------------- |
| Rocky        | 라키         | Park Min-hyuk    | 박민혁           | 25 février 1999   | Sud-coréen  | Danseur principal, rappeur secondaire  | 28 février 2023 | —                      |
| Moon Bin (†) | 문빈         | Moon Bin         | 문빈             | 26 janvier 1998   | Sud-coréen  | Danseur principal, chanteur secondaire | —               | 19 avril 2023 (25 ans) |

## Discographie

### Albums studio
| Titre     | Détails                                                     | Meilleures positions | Meilleures positions | Meilleures positions | Ventes                               |
| Titre     | Détails                                                     | COR                  | JPN                  | US World             | Ventes                               |
| --------- | ----------------------------------------------------------- | -------------------- | -------------------- | -------------------- | ------------------------------------ |
| All Light | - Date de sortie : 16 janvier 2019 - Label : Fantagio Music | 1                    | 45                   | 6                    | - COR : plus de 99 857 - JPN : 1 185 |
| All Yours | - Date de sortie : 5 avril 2021 - Label : Fantagio Music    | 1                    | 1                    | —                    | - COR: 359,031 - JPN: 46,660         |

### EP
| Titre | Détails                                                       | Meilleures positions | Meilleures positions | Meilleures positions | Meilleures positions | Ventes                                         |
| Titre | Détails                                                       | COR                  | JPN                  | TW                   | US World             | Ventes                                         |
| --- | ------------------------------------------------------------- | -------------------- | -------------------- | -------------------- | -------------------- | ---------------------------------------------- |
| Spring Up                                                                                                  | - Date de sortie : 23 février 2016 - Label : Fantagio Music   | 4                    | 103                  | 6                    | 6                    | - COR : plus de 126 712,                       |
| Summer Vibes                                                                                               | - Date de sortie : 1er juillet 2016 - Label : Fantagio Music  | 2                    | —                    | 8                    | 6                    | - COR : plus de 130 895,                       |
| Autumn Story                                                                                               | - Date de sortie : 10 novembre 2016 - Label : Fantagio Music  | 6                    | 49                   | 3                    | 15                   | - COR : plus de 164 393,                       |
| Winter Dream                                                                                               | - Date de sortie : 22 février 2017 - Label : Fantagio Music   | 2                    | 67                   | 5                    | —                    | - COR : plus de 123 201 - JPN : plus de 11 202 |
| Dream Part.01                                                                                              | - Date de sortie : 29 mai 2017 - Label : Fantagio Music       | 1                    | 23                   | 1                    | 6                    | - COR : plus de 181 226 - JPN : 19 932         |
| Dream Part.02                                                                                              | - Date de sortie : 1er novembre 2017 - Label : Fantagio Music | 2                    | 40                   | 5                    | 5                    | - COR : plus de 156 284, - JPN : 14 466,       |
| Rise Up | - Date de sortie : 24 juillet 2018 - Label : Fantagio Music   | 2                    | 53                   | 5                    | 7                    | - COR : plus de 131 148                        |
| Blue Flame                                                                                                 | - Date de sortie : 20 novembre 2019 - Label : Fantagio Music  | 2                    | 7                    | —                    | —                    | - COR: 125,852 - JPN: 22,993 (Phy.)            |
| Gateway | - Date de sortie : 4 mai 2020 - Label : Fantagio Music        | 1                    | 3                    | —                    | —                    | - COR: 123,599 - JPN: 29,030 (Phy.)            |
| Switch On                                                                                                  | - Date de sortie : 2 aout 2021 - Label : Fantagio Music       | —                    | —                    | —                    | —                    | - COR: — - JPN: —                              |
| « — » signifie qu'aucun classement n'ait atteint ou qu'aucune sortie ne s'est effectuée dans cette région. |                                                               |                      |                      |                      |                      |                                                |

### Singles
| Année | Titre                           | Meilleures positions | Meilleures positions | Album                    |
| Année | Titre                           | COR                  | USA World            | Album                    |
| --- | ------------------------------- | -------------------- | -------------------- | ------------------------ |
| 2016 | Hide and Seek (숨바꼭질)        | —                    | —                    | Spring Up                |
| 2016 | Breathless (숨가빠)             | —                    | 21                   | Summer Vibes             |
| 2016 | Confession (고백)               | —                    | —                    | Autumn Story             |
| 2017 | Again/Should Have Held Onto You | —                    | —                    | Winter Dream             |
| 2017 | Baby                            | —                    | 24                   | Dream Part.01            |
| 2017 | Crazy Sexy Cool                 | —                    | 11                   | Dream Part.02            |
| 2018 | Always You (너잖아)             | —                    | —                    | Rise Up                  |
| 2019 | All Night                       | 154                  | 20                   | All Light                |
| 2019 | Blue Flame                      | —                    | 14                   | Blue Flame               |
| 2020 | Knock                           | 129                  | 54                   | Gateway                  |
| 2021 | One                             | 17                   | 15                   | All Yours                |
| 2021 | After Midnight                  | 4                    | —                    | Switch On                |
| 2022 | Candy Sugar Pop                 | 10                   | —                    | Drive to the Starry Road |
| « — » signifie qu'aucun classement n'ait atteint ou qu'aucune sortie ne s'est effectuée dans cette région. |                                 |                      |                      |                          |

## Concerts
- 2015 : ASTRO 1st Concert : Snowflake
- 2016 : ASTRO Mini Live : Thankx Aroha
- 2016 : Kcon LA
- 2017 : The 1st ASTROAD Seoul
- 2019 : The 2nd ASTROAD to SEOUL (Star Light)

## Filmographie

### Dramas
| Année | Chaîne       | Titre           | Rôle      | Note(s)   |
| ----- | ------------ | --------------- | --------- | --------- |
| 2015  | Naver TVCast | To Be Continued | Eux-mêmes | Web drama |
| 2017  | Oksusu       | Sweet Revenge   | Eux-mêmes | Web drama |
| 2019  | Naver TVCast | Soul Plate      | Eux-mêmes | Web drama |

### Émissions de téléréalité
| Année | Chaîne     | Programme       | Réf.   |
| ----- | ---------- | --------------- | ------ |
| 2016  | MBC Every1 | Astro OK! Ready | [ 23 ] |
| 2016  | MBC Music  | Astro Project   | [ 24 ] |

## Distinctions

### Asia Artist Awards
| Année | Catégorie                               | Travail nommé | Résultat   |
| ----- | --------------------------------------- | ------------- | ---------- |
| 2016  | Artistes les plus populaires (chanteur) | Astro         | 16e        |
| 2017  | New Wave Award                          | Astro         | Lauréat    |
| 2017  | Popularity Award                        | Astro         | Nomination |

### Gaon Chart Music Awards
| Année | Catégorie                 | Travail nommé | Résultat   |
| ----- | ------------------------- | ------------- | ---------- |
| 2017  | Nouveau groupe de l'année | Astro         | Nomination |

### Golden Disc Awards
| Année | Catégorie               | Travail nommé | Résultat   |
| ----- | ----------------------- | ------------- | ---------- |
| 2017  | Meilleur nouveau groupe | Astro         | Nomination |
| 2017  | Popularity Award        | Astro         | Nomination |
| 2018  | Disk Bonsang            | Dream Part.01 | Nomination |
| 2018  | Global Popularity Award | Astro         | Nomination |

### MelOn Music Awards
| Année | Catégorie               | Travail nommé | Résultat   |
| ----- | ----------------------- | ------------- | ---------- |
| 2016  | Meilleur nouveau groupe | Astro         | Nomination |

### Mnet Asian Music Awards
| Année | Catégorie                        | Travail nommé | Résultat   |
| ----- | -------------------------------- | ------------- | ---------- |
| 2016  | Meilleur nouveau groupe masculin | Astro         | Nomination |
| 2016  | Groupe HotelsCombined de l'année | Astro         | Nomination |

### Seoul Music Awards
| Année | Catégorie               | Travail nommé | Résultat   |
| ----- | ----------------------- | ------------- | ---------- |
| 2017  | Meilleur nouveau groupe | Astro         | Nomination |
| 2017  | Bonsang Award           | Astro         | Nomination |
| 2017  | Popularity Award        | Astro         | Nomination |
| 2017  | Hallyu Special Award    | Astro         | Lauréat    |

### SBS Power FM Cultwo Show Awards
| Année | Catégorie         | Travail nommé | Résultat |
| ----- | ----------------- | ------------- | -------- |
| 2016  | Rookie de l'année | Astro         | Lauréat  |

### Emissions musicales

#### The Show
| Année | Date        | Chanson   |
| ----- | ----------- | --------- |
| 2019  | 29 janvier, | All Night |